# Tivoliparken (Kristianstad)

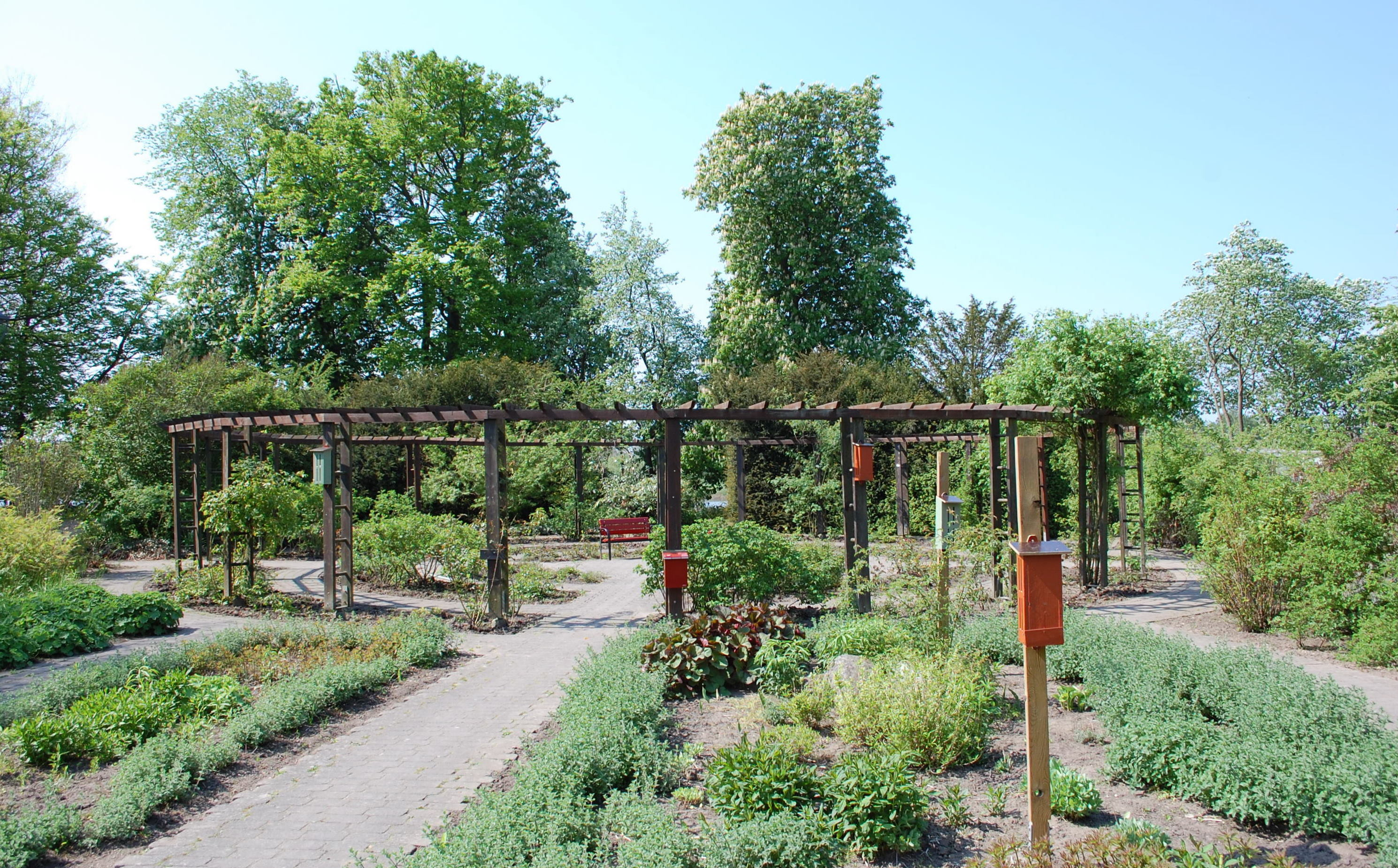
Garten im nördlichen Teil des Tivoliparken

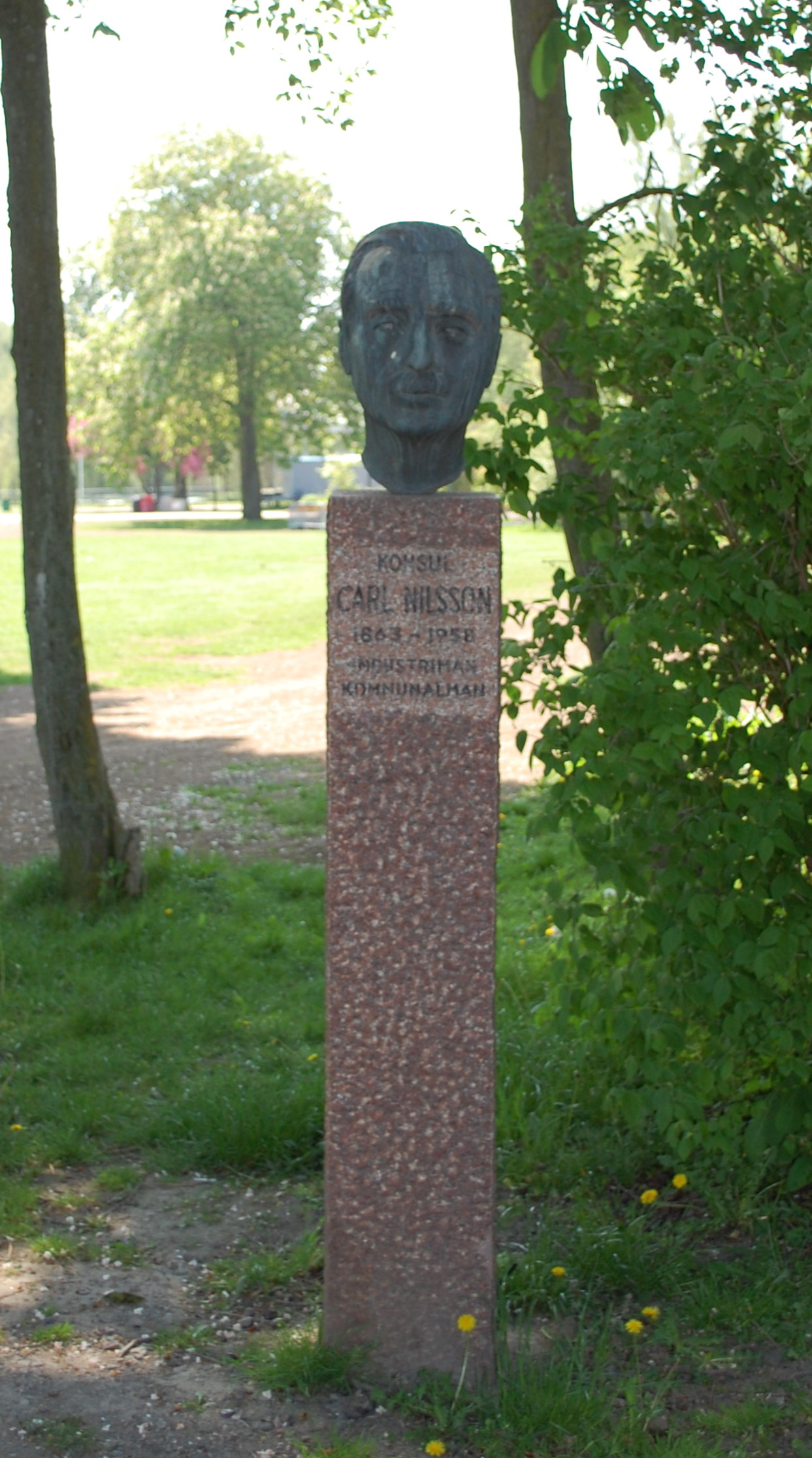
Denkmal für Carl Nilsson am Nordeingang des Parks

Tivoliparken ist ein Park in der schwedischen Stadt Kristianstad.
Er befindet sich westlich des Stadtzentrums, am Ostufer des Helge å.
Die Anfänge des Parks gehen auf das frühe 19. Jahrhundert zurück, als der Kommandant Georg Cedergren Bäume anpflanzen ließ. Als eigentlicher Begründer des Parks gilt JH Romann, an den auch ein Denkmal im Park erinnert. Ein weiteres erinnert an Axel Ankarcrona, der den Park verschönerte. Am Nordeingang des Parks erinnert eine Stele an Carl Nilsson.
Im Park befinden sich das 1906 errichtete Theater Kristianstad und die bereits 1886 als Museum errichtete, heute als Café betriebene Fornstugan. Der Park verfügt über kleine Teiche, Gärten und Spielplätze.
Als Bäume befinden sich im Park: Ahornblättrige Platane, Baum-Hasel, Blutbuche, Butternuss, Echte Mehlbeere, Echte Sumpfzypresse, Echte Walnuss, Edelkastanie, Englische Ulme, Feldahorn, Fleischrote Rosskastanie, Geweihbaum, Gewöhnliche Robinie, Gewöhnlicher Trompetenbaum, Ginkgo, Goldulme, Götterbaum, Hainbuche, Hängeesche, Hiba-Lebensbaum, Higan-Kirsche, Japanischer Kuchenbaum, Japanischer Schnurbaum, Japanischer Wildapfel, Kaukasische Flügelnuss, Kirschapfel, Kobushi-Magnolie, Kornelkirsche, Manna-Esche, Mispel, Morus australis, Prunus Accolade, Pyramiden-Eiche, Roteiche, Schwarznuss, Silber-Ahorn, Silber-Eschenahorn, Urweltmammutbaum und Weidenblättrige Birne.